# José Giné
Pas d'image ? Cliquez ici

a Compétitions nationales et continentales officielles uniquement.

b Matchs officiels uniquement.
José Giné, né le 3 octobre 1952 à Perpignan, est un joueur et arbitre de rugby à XIII.
Il joue près de dix années à Roanne disputant notamment une demi-finale Coupe de France en 1977 entrecoupé d'une unique saison en 1975-1976 à Saint-Estève. Cette période est également marquée par sa présence régulière en équipe de France entre 1978 et 1982, et en prenant notamment part à la Coupe d'Europe des nations en 1981 ainsi qu'à la tournée de l'équipe de France en Australie et Nouvelle-Zélande en 1981. Enfin en 1981, il décide de rejoindre le club du Le Pontet avec lequel il devient la pierre angulaire de la future domination du club sur le rugby à XIII français et y clôt sa carrière sportive sur le doublé Championnat de France et Coupe de France en 1986.
Dans les années 1990, il reste à proximité du milieu treiziste en prenant la fonction d'arbitre. Il y exerce de 1990 à 1996 en terminant cette période sur la finale du Championnat de France 1996.

## Biographie
Avec Roanne, il prend part à la Coupe de France 1977 où leur parcours les emmène en demi-finale après avoir réussi l'exploit d'écarter Toulouse en quart-de-finale. Cette demi-finale se déroule à Avignon et Lassale est accompagné par Christian Lassale, le demi de mêlée Guy Bartianelli, les ailiers Laffargue (ex-Tonneins), Béranger (ex-Marseille) et Parro face au grand favori Carcassonne, champion de France en titre. Roanne ne réalise toutefois pas l'exploit de les battre en perdant 34-12 où un fait d'arbitrage sur un essai non validé par Bartianelli les laisse amer.
En 1981, il rejoint le club du Pontet présidé par Alain Cortade, un Catalan comme lui. José Giné devient la pierre angulaire de ce club qui va dominer alors le rugby à XIII français. Après une demi-finale en 1984 perdue contre Limoux après prolongation 18-16, le club atteint la finale du Championnat de France en 1985. Giné affronte le XIII Catalan, alors club référence français, et a pour partenaire en cette finale Marc Palanques, Thierry Bernabé, Denis Bergé, Patrick Rocci, Serge Titeux, Christian Maccali, le tout entraîné par l'ancien international Marius Frattini. Cette première finale est finalement remportée par le XIII Catalan 26-6.
En 1986, le club provençal se retrouve en lisse pour remporter les deux compétitions Championnat de France et Coupe de France. En Coupe, Le Pontet se qualifie en finale après avoir écarté le XIII Catalan, Avignon et Lézignan pour affronter Saint-Estève. Le club ne laisse pas passer sa chance et remporte le premier titre de son histoire 35-10. Une semaine plus tard, le club dispute alors la finale du Championnat de France 1986 contre le XIII Catalan, ce dernier ayant remporté la saison régulière. Giné dispute uniquement la finale de la Coupe mais voit ses coéquipiers du Pontet, renforcé par l'éclosion de David Fraisse, remporter ce titre de Championnat 14-2 réalisant ainsi le doublé. José Giné décide alors de mettre un terme à sa carrière sportive sur ces deux titres. Parallèlement, il exerce la profession de policier municipal.
Dans les années 1990, il reste à proximité du milieu treiziste en prenant la fonction d'arbitre. Il y exerce de 1990 à 1996 en terminant cette période sur la finale du Championnat de France 1996. Il préface le livre de Jean-Claude Monzat « Heurts et Bonheurs de l'arbitrage » avec Pierre Villepreux en 2006, livre analysant l'univers de l'arbitrage en rugby à XV et rugby à XIII.

## Palmarès
- Collectif :
  - Vainqueur de la Coupe d'Europe des nations : 1981 (France).
  - Vainqueur du Championnat de France : 1986[6] (Le Pontet).
  - Vainqueur de la Coupe de France : 1986 (Le Pontet).
  - Finaliste du Championnat de France : 1985 (Le Pontet).

### Coupe d'Europe
| Édition | Rang     | Résultats France | Résultats Giné | Matchs Giné |
| ------- | -------- | ---------------- | -------------- | ----------- |
| 1978    | 3e       | 0 v, 0 n, 2 d    | 0 v, 0 n, 2 d  | 2/2         |
| 1980    | 2e       | 1 v, 0 n, 1 d    | 1 v, 0 n, 1 d  | 2/2         |
| 1981    | Champion | 2 v, 0 n, 0 d    | 2 v, 0 n, 0 d  | 2/2         |

Légende : v = victoire ; n = match nul ; d = défaite.

### Détails en sélection
| 1.  | 15 janvier 1978   | Pays de Galles       | 7-29  | Coupe d'Europe | Deuxième ligne | - | - | - | - |
| 2.  | 5 mars 1978       | Angleterre           | 11-13 | Coupe d'Europe | Deuxième ligne | - | - | - | - |
| 3.  | 14 octobre 1979   | Papouas.-Nlle-Guinée | 16-9  | Test-match     | Deuxième ligne | - | - | - | - |
| 4.  | 28 octobre 1979   | Papouas.-Nlle-Guinée | 15-2  | Test-match     | Deuxième ligne | - | - | - | - |
| 5.  | 26 janvier 1980   | Pays de Galles       | 21-7  | Coupe d'Europe | Deuxième ligne | - | - | - | - |
| 6.  | 16 mars 1980      | Angleterre           | 2-4   | Coupe d'Europe | Deuxième ligne | - | - | - | - |
| 7.  | 31 janvier 1981   | Pays de Galles       | 23-5  | Coupe d'Europe | Deuxième ligne | - | - | - | - |
| 8.  | 21 février 1981   | Angleterre           | 5-1   | Coupe d'Europe | Deuxième ligne | - | - | - | - |
| 9.  | 7 juin 1981       | Nouvelle-Zélande     | 3-26  | Test-match     | Deuxième ligne | - | - | - | - |
| 10. | 21 juin 1981      | Nouvelle-Zélande     | 2-25  | Test-match     | Deuxième ligne | - | - | - | - |
| 11. | 4 juillet 1981    | Australie            | 3-43  | Test-match     | Deuxième ligne | - | - | - | - |
| 12. | 18 juillet 1981   | Australie            | 2-17  | Test-match     | Deuxième ligne | - | - | - | - |
| 13. | 6 décembre 1981   | Grande-Bretagne      | 0-37  | Test-match     | Deuxième ligne | - | - | - | - |
| 14. | 20 décembre 1981, | Grande-Bretagne      | 19-2  | Test-match     | Pilier         | - | - | - | - |
| -   | 31 juillet 1982   | Grande-Bretagne      | 8-7   | Exhibition     | Pilier         | - | - | - | - |

### Matchs d'importance arbitrés
| 1. | 25 mai 1996 | Finale du Championnat de France 1996 | Villeneuve-sur-Lot | 27-25 | AS Saint-Estève |